# Comitatul Polk, Wisconsin
Comitatul Polk este unul cele 72 de comitate din statul Wisconsin din Statele Unite ale Americii. Sediul acestuia este localitatea Balsam Lake. Conform recensământului din anul 2000, efectuat de United States Census Bureau, populația sa a fost 41.319 de locuitori.

## Geografie
Conform datelor furnizate de United States Census Bureau, comitatul are o suprafață totală de 2.475 km2 (sau 956 sqmi), dintre care 2.374 km2 (ori 917 sqmi) reprezintă uscat, iar restul de 101 km2 (sau 39 mile pătrate), adică 4.08%, este apă.

### Drumuri importante
| - U.S. Highway 8 - U.S. Highway 63 - Highway 87 (Wisconsin) - Highway 35 (Wisconsin) - Highway 46 (Wisconsin) - Highway 64 (Wisconsin) - Highway 65 (Wisconsin) - Highway 48 (Wisconsin) - Highway 243 (Wisconsin) |

### Comitate adiacente
- Comitatul Burnett - nord
- Comitatul Barron - est
- Comitatul Dunn - sud-est
- Comitatul Saint Croix - sud
- Comitatul Washington, Minnesota - vest și sud-vest
- Comitatul Chisago, Minnesota - vest

### National protected area
- Saint Croix National Scenic Riverway (part)

## Demografie
|  | Graficele sunt indisponibile din cauza unor probleme tehnice. Mai multe informații se găsesc la Phabricator și la wiki-ul MediaWiki. |

Date: Wikidata - grafică realizată de Wikipedia